# スタッツマン郡 (ノースダコタ州)
スタッツマン郡 (英: Stutsman County) は、アメリカ合衆国ノースダコタ州にある郡。2005年の推定人口は20,835人で、郡庁所在地はジェームズタウン (Jamestown)である。

## 地理
アメリカ合衆国統計局によると、この郡は総面積5,952 km2 (2,298 mi2) である。このうち5,753 km2 (2,221 mi2) が陸地で、199 km2 (77 mi2) が水地域である。総面積の3.34%が水地域となっている。

### 主な幹線道路
- 州間高速道路94号線
- 国道52号線
- 国道281号線
- 州道9号線
- 州道20号線
- 州道30号線
- 州道36号線
- 州道46号線

### 隣接する郡
- フォスター郡（北）
- グリッグス郡（北東）
- バーンズ郡（東）
- ラムーア郡（南東）
- ローガン郡（南西）
- キダー郡（西）
- ウェルズ郡（北西）

### 郡区
スタッツマン郡は62の郡区に分かれている。
| - アレクサンダー（Alexander） - アシュランド（Ashland） - ブルーム（Bloom） - ブルーメンフィールド（Bloomenfield） - ブキャナ（Buchana） - シカゴ（Chicago） - コンクリン（Conklin） - コリーヌ（Corinne） - コーウィン（Corwin） - コートネイ（Courtenay） - クサター（Cusator） - ディア・レイク（Deer Lake） - ダーラム（Durham） - エドマンズ（Edmunds） - エルドリッジ（Eldridge） - フリント（Flint） - フライド（Fried） - ガーバー（Gerber） - ゲルマニア（Germania） - グレイシャー（Glacier） - グレイ（Gray） - グリフィン（Griffin） - ヒドゥン（Hidden） - ホーマー（Homer） - イオスコ（Iosco） - ジム・リバー・ヴァレー（Jim River Valley） - カンサル（Kensal） - レントン（Lenton） - リパート（Lippert） - ロウェリー（Lowery） - ライオン（Lyon） | - マンズ（Manns） - マーストンムーア（Marstonmoor） - ミッドウェイ（Midway） - モントピリア（Montpelier） - ムーン・レイク（Moon Lake） - ニューベリー（Newbury） - ノゴセック（Nogosek） - ペイリス（Paris） - ピーターソン（Peterson） - ピングリー（Pingree） - パイプステム・ヴァレー（Pipestem Valley） - プレインビュー（Plainview） - ローズ（Rose） - ラウンド・トップ（Round Top） - セント・ポール（St. Paul） - セヴァーン（Severn） - シャーロウ（Sharlow） - シンクレア（Sinclair） - スピリットウッド（Spiritwood） - スタートン（Stirton） - ストリーター（Streeter） - ストロング（Strong） - シドニー（Sydney） - ヴァレー・スプリング（Valley Spring） - ワズワース（Wadsworth） - ウォルターズ（Walters） - ウェルド（Weld） - ウィンザー（Windsor） - ウィンフィールド（Winfield） - ウッドベリー（Woodbury） - イプシランティ（Ypsilanti） |

## 人口動静

スタッツマン郡の人口ピラミッド

2000年現在の国勢調査で、この郡は21,908人、8,954世帯、及び5,649家族が暮らしている。人口密度は4/km2 (10/mi2) で、2/km2 (4/mi2) の平均的な密度に9,817軒の住居が建っている。この郡の人種的構成は白人97.53%、アフリカン・アメリカン0.28%、先住民0.94%、アジア系0.37%、太平洋諸島系0.04%、その他の人種0.21%、及び混血0.64%で、人口の0.93%がヒスパニックまたはラテン系である。人口のうち52.3%がドイツ系、18.0%がノルウェー系移民の子孫である。
8,954世帯のうち、28.80%は18歳未満の子供と暮らしており、52.50%は夫婦で生活している。7.50%は未婚の女性が世帯主であり、36.90%は家族以外の住人と同居している。32.70%は独身の居住者が住んでおり、14.60%は65歳以上で独居である。1世帯あたりの平均人数は2.28人であり、家庭の場合は2.89人である。
郡内の住民は22.80%が18歳未満の未成年、18歳以上24歳以下が10.50%、25歳以上44歳以下が25.70%、45歳以上64歳以下が23.30%、及び65歳以上が17.60%にわたっている。中央値年齢は40歳である。女性100人ごとに対して男性は96.50人いて、18歳以上の女性100人ごとに対して男性は93.20人いる。
この郡の世帯ごとの平均的な収入は33,848米ドルであり、家族ごとでは42,853米ドルである。男性の28,529米ドルに対して女性は20,397米ドルの平均的な収入がある。この郡の一人当たりの収入 (per capita income) は17,706米ドルである。人口の10.40%及び家族の6.80%は貧困線以下である。18歳未満の13.00%及び65歳以上の10.50%は貧困線以下の生活を送っている。

## コミュニティー

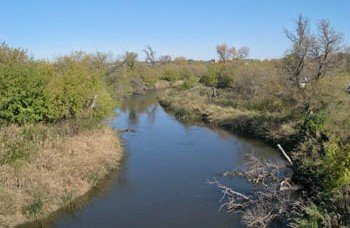
ジェームズタウン近郊を通るグリーン川。
（2004年9月28日撮影）

### 都市
- ブキャナン（en:Buchanan, North Dakota）
- クリーブランド（en:Cleveland, North Dakota）
- コートネイ（en:Courtenay, North Dakota）
- ジェームズタウン（en:Jamestown, North Dakota）
- カンサル（en:Kensal, North Dakota）
- メディナ（en:Medina, North Dakota）
- モントピリア（en:Montpelier, North Dakota）
- ピングリー（en:Pingree, North Dakota）
- スピリットウッド・レイク（en:Spiritwood Lake, North Dakota）
- ストリーター（en:Streeter, North Dakota）
- ウッドワース（en:Woodworth, North Dakota）
- ウヤーノ（en:Wyarno, North Dakota）

注: それぞれの行政規模に関わらず、ノースダコタ州のコミュニティーは全て「都市」（Cities）と呼ばれている。

### 非自治体
- スピリットウッド（en:Spiritwood, North Dakota）